# Ightham
Ightham is een civil parish in het bestuurlijke gebied Tonbridge and Malling, in het Engelse graafschap Kent. 

## Geboren
- Anna Lee (1913-2004), actrice

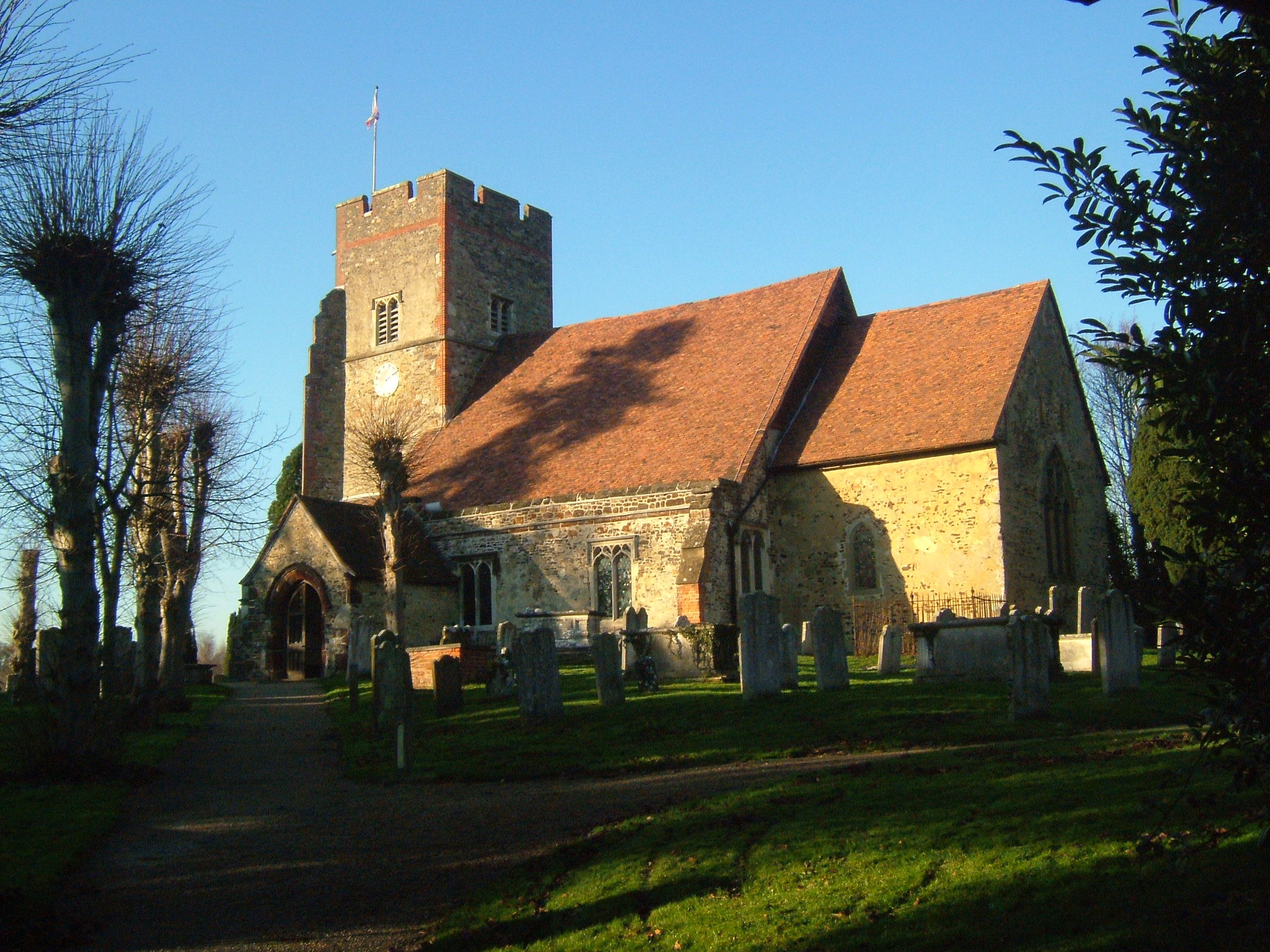
St Peter's Church, Ightham